# Plavání na mistrovství Evropy v plaveckých sportech 2002
Závody v plavání na mistrovství Evropy v plaveckých sportech za rok 2002 proběhly v Berlíně, Německo ve dnech 25. července až 4. srpna 2002.

## Výsledky

### Individuální disciplíny
| Muži                 | Zlato                           | Zlato    | Stříbro                     | Stříbro  | Bronz                          | Bronz    |
| -------------------- | ------------------------------- | -------- | --------------------------- | -------- | ------------------------------ | -------- |
| 50 m volný způsob    | Bartosz Kizierowski (POL)       | 22,18    | Lorenzo Vismara (ITA)       | 22,26    | Oleksandr Volynec (UKR)        | 22,31    |
| 100 m volný způsob   | Pieter van den Hoogenband (NED) | 47,86    | Alexandr Popov (RUS)        | 48,94    | Duje Draganja (CRO)            | 49,31    |
| 200 m volný způsob   | Pieter van den Hoogenband (NED) | 1:44,89  | Emiliano Brembilla (ITA)    | 1:46,94  | Massimiliano Rosolino (ITA)    | 1:47,98  |
| 400 m volný způsob   | Emiliano Brembilla (ITA)        | 3:46,60  | Massimiliano Rosolino (ITA) | 3:48,70  | Dragoș Coman (ROU)             | 3:48,78  |
| 1500 m volný způsob  | Jurij Prilukov (RUS)            | 15:03,88 | Christian Minotti (ITA)     | 15:04,16 | Ihor Červynskyj (UKR)          | 15:07,65 |
| 50 m znak            | Thomas Rupprath (GER)           | 25,05    | Stev Theloke (GER)          | 25,12    | Bartosz Kizierowski (POL)      | 25,52    |
| 100 m znak           | Stev Theloke (GER)              | 54,42    | Markus Rogan (AUT)          | 54,54    | Pierre Roger (FRA)             | 54,89    |
| 200 m znak           | Gordan Kožulj (CRO)             | 1:58.70  | Markus Rogan (AUT)          | 1:58,83  | Marko Strahija (CRO)           | 1:58,89  |
| 50 m motýlek         | Jere Hård (FIN)                 | 23,50    | Thomas Rupprath (GER)       | 23,78    | Lars Frölander (SWE)           | 23,85    |
| 100 m motýlek        | Thomas Rupprath (GER)           | 51,94    | Andrij Serdinov (UKR)       | 52,17    | Denys Sylanťjev (UKR)          | 52,36    |
| 200 m motýlek        | Franck Esposito (FRA)           | 1:55,18  | Denys Sylanťjev (UKR)       | 1:55,42  | Anatolij Poljakov (RUS)        | 1:55,62  |
| 50 m prsa            | Oleh Lisohor (UKR)              | 27,18    | Mihály Flaskay (HUN)        | 27,51    | Károly Güttler (HUN)           | 27,85    |
| 100 m prsa           | Oleh Lisohor (UKR)              | 1:00,29  | Roman Sludnov (RUS)         | 1:00,72  | Hugues Duboscq (FRA)           | 1:01,04  |
| 200 m prsa           | Davide Rummolo (ITA)            | 2:11,37  | Yohan Bernard (FRA)         | 2:11,77  | Roman Sludnov (RUS)            | 2:11,82  |
| 200 m polohový závod | Jani Sievinen (FIN)             | 1:59,30  | Alessio Boggiatto (ITA)     | 1:59,83  | Markus Rogan (AUT)             | 2:00,50  |
| 400 m polohový závod | Alessio Boggiatto (ITA)         | 4:13,19  | István Batházi (HUN)        | 4:17,33  | Nicolas Rostoucher (FRA)       | 4:19,19  |
| Ženy                 | Zlato                           | Zlato    | Stříbro                     | Stříbro  | Bronz                          | Bronz    |
| 50 m volný způsob    | Therese Alshammarová (SWE)      | 24,84    | Martina Moravcová (SVK)     | 25,09    | Alexandra Herasimenjová (BLR)  | 25,24    |
| 100 m volný způsob   | Franziska van Almsicková (GER)  | 54,39    | Martina Moravcová (SVK)     | 54,61    | Alena Popčanková (BLR)         | 54,62    |
| 200 m volný způsob   | Franziska van Almsicková (GER)  | 1:56,64  | Camelia Potecová (ROU)      | 1:57,80  | Alena Popčanková (BLR)         | 1:57,91  |
| 400 m volný způsob   | Jana Kločkovová (UKR)           | 4:07,10  | Éva Risztovová (HUN)        | 4:07,24  | Camelia Potecová (ROU)         | 4:09,49  |
| 800 m volný způsob   | Jana Henkeová (GER)             | 8:23.83  | Éva Risztovová (HUN)        | 8:28.06  | Hannah Stockbauerová (GER)     | 8:30.97  |
| 50 m znak            | Nina Živaněvská (ESP)           | 28,58    | Sandra Völkerová (GER)      | 28,81    | Alexandra Herasimenjová (BLR)  | 28,86    |
| 100 m znak           | Stanislava Komarovová (RUS)     | 1:01,40  | Sandra Völkerová (GER)      | 1:01,42  | Antje Buschschulteová (GER)    | 1:01,56  |
| 200 m znak           | Stanislava Komarovová (RUS)     | 2:09,49  | Nina Živaněvská (ESP)       | 2:10,27  | Iryna Amšennikovová (UKR)      | 2:11,59  |
| 50 m motýlek         | Anna-Karin Kammerlingová (SWE)  | 25,57    | Daniela Samulská (GER)      | 26,86    | Chantal Grootová (NED)         | 26,91    |
| 100 m motýlek        | Martina Moravcová (SVK)         | 57,20    | Otylia Jędrzejczaková (POL) | 57,97    | Anna-Karin Kammerlingová (SWE) | 58,94    |
| 200 m motýlek        | Otylia Jędrzejczaková (POL)     | 2:05,78  | Éva Risztovová (HUN)        | 2:08,24  | Annika Mehlhornová (GER)       | 2:09,37  |
| 50 m prsa            | Emma Igelströmová (SWE)         | 31,17    | Svitlana Bondarenková (UKR) | 31,77    | Jelena Bogomazovová (RUS)      | 32,10    |
| 100 m prsa           | Emma Igelströmová (SWE)         | 1:07,87  | Svitlana Bondarenková (UKR) | 1:09,28  | Jelena Bogomazovová (RUS)      | 1:09,53  |
| 200 m prsa           | Mirna Jukićová (AUT)            | 2:25,83  | Anne Poleská (GER)          | 2:27,37  | Emma Igelströmová (SWE)        | 2:27,61  |
| 200 m polohový závod | Jana Kločkovová (UKR)           | 2:11,59  | Hanna Ščerbová (BLR)        | 2:13,04  | Alenka Kejžarová (SLO)         | 2:14,24  |
| 400 m polohový závod | Jana Kločkovová (UKR)           | 4:35,10  | Éva Risztovová (HUN)        | 4:36,17  | Nicole Hetzerová (GER)         | 4:42,22  |

### Štafety
| Muži                   | Zlato | Zlato   | Stříbro | Stříbro | Bronz | Bronz   |
| ---------------------- | --- | ------- | --- | ------- | --- | ------- |
| 4×100 m volný způsob   | Německo (GER) (Lars Conrad, Stefan Herbst, Torsten Spanneberg, Stephan Kunzelmann, (r)Leif-Marten Krüger, (r)Jens Thiele)                                          | 3:17,67 | Švédsko (SWE) (Eric la Fleur, Stefan Nystrand, Lars Frölander, Mattias Ohlin, (r)Erik Dorch, (r)Jonas Tilly)                                                               | 3:17,75 | Itálie (ITA) (Lorenzo Vismara, Christian Galenda, Michele Scarica, Simone Cercato, (r)Pietro Deriu, (r)Andrea Beccari, (r)Matteo Pelliciari) | 3:18,20 |
| 4×200 m volný způsob   | Itálie (ITA) (Matteo Pelliciari, Emiliano Brembilla, Federico Cappellazzo, Massimiliano Rosolino)                                                                  | 7:12,18 | Německo (GER) (Moritz Zimmer, Stefan Pohl, Lars Conrad, Stefan Herbst) | 7:17,59 | Řecko (GRE) (Thanasis Oikonomu, Nikolaos Xyluris, Joannis Kokkodis, Spyridon Janniotis)                                                      | 7:20,67 |
| 4×100 m polohový závod | Rusko (RUS) (Jevgenij Aljošin, Roman Sludnov, Igor Marčenko, Alexandr Popov, (r)Arkadij Vjatčanin, (r)Roman Ivanovskij, (r)Anatolij Poljakov, (r)Maxim Skrynnikov) | 3:36,21 | Francie (FRA) (Pierre Roger, Hugues Duboscq, Franck Esposito, Romain Barnier, (r)Simon Dufour)                                                                             | 3:36,55 | Německo (GER) (Stev Theloke, Jens Kruppa, Thomas Rupprath, Stefan Herbst, (r)Lars Conrad)                                                    | 3:37,05 |
| Ženy                   | Zlato | Zlato   | Stříbro | Stříbro | Bronz | Bronz   |
| 4×100 m volný způsob   | Německo (GER) (Katrin Meißnerová, Petra Dallmannová, Sandra Völkerová, Franziska van Almsicková, (r)Alessa Riesová, (r)Meike Freitagová, (r)Britta Steffenová)     | 3:36,00 | Švédsko (SWE) (Josefin Lillhageová, Johanna Sjöbergová, Anna-Karin Kammerlingová, Therese Alshammarová, (r)Lisa Wänbergová, (r)Malin Svahnströmová, (r)Cathrin Carlzonová) | 3:40,66 | Nizozemsko (NED) (Manon van Rooijenová, Marleen Veldhuisová, Chantal Grootová, Willemina van Hofwegenová)                                    | 3:41,98 |
| 4×200 m volný způsob   | Německo (GER) (Petra Dallmannová, Alessa Riesová, Hannah Stockbauerová, Franziska van Almsicková)                                                                  | 7:59,07 | Španělsko (ESP) (Laura Rocaová, Melissa Caballerová, Erika Villaécijaová, Tatiana Roubaová)                                                                                | 8:05,83 | Švédsko (SWE) (Josefin Lillhageová, Johanna Sjöbergová, Lisa Wänbergová, Ida Mattssonová)                                                    | 8:08,46 |
| 4×100 m polohový závod | Německo (GER) (Antje Buschschulteová, Simone Weilerová, Franziska van Almsicková, Sandra Völkerová, (r)Daniela Samulskiová, (r)Petra Dallmannová)                  | 4:01,54 | Švédsko (SWE) (Therese Alshammarová, Emma Igelströmová, Anna-Karin Kammerlingová, Johanna Sjöbergová, (r)Jennie Lindhová, (r)Josefin Lillhageová)                          | 4:06,15 | Ukrajina (UKR) (Iryna Amšennikovová, Svitlana Bondarenková, Jana Kločkovová, Olha Mukomolová, (r)Marija Ohurcovová)                          | 4:06,22 |

## Medailová bilance
V plavání se rozdělilo celkem 38 sad medailí.
| Pořadí | Stát             |       | Muži    | Muži  | Muži  |         | Ženy  | Ženy  | Ženy    |       | Muži + Ženy | Muži + Ženy | Muži + Ženy | Celkem |
| Pořadí | Stát             | Zlato | Stříbro | Bronz | Zlato | Stříbro | Bronz | Zlato | Stříbro | Bronz |             |             |             | Celkem |
| ------ | ---------------- | ----- | ------- | ----- | ----- | ------- | ----- | ----- | ------- | ----- | ----------- | ----------- | ----------- | ------ |
| 1.     | Německo (GER)    |       | 4       | 3     | 1     |         | 6     | 4     | 4       |       | 10          | 7           | 5           | 22     |
| 2.     | Ukrajina (UKR)   |       | 2       | 2     | 3     |         | 3     | 2     | 2       |       | 5           | 4           | 5           | 14     |
| 3.     | Itálie (ITA)     |       | 4       | 5     | 2     |         | 0     | 0     | 0       |       | 4           | 5           | 2           | 11     |
| 4.     | Švédsko (SWE)    |       | 0       | 1     | 1     |         | 4     | 2     | 3       |       | 4           | 3           | 4           | 11     |
| 5.     | Rusko (RUS)      |       | 2       | 2     | 2     |         | 2     | 0     | 2       |       | 4           | 2           | 4           | 10     |
| 6.     | Polsko (POL)     |       | 1       | 0     | 1     |         | 1     | 1     | 0       |       | 2           | 1           | 1           | 4      |
| 7.     | Nizozemsko (NED) |       | 2       | 0     | 0     |         | 0     | 0     | 2       |       | 2           | 0           | 2           | 4      |
| 8.     | Finsko (FIN)     |       | 2       | 0     | 0     |         | 0     | 0     | 0       |       | 2           | 0           | 0           | 2      |
| 9.     | Francie (FRA)    |       | 1       | 2     | 3     |         | 0     | 0     | 0       |       | 1           | 2           | 3           | 6      |
| 10.    | Rakousko (AUT)   |       | 0       | 2     | 1     |         | 1     | 0     | 0       |       | 1           | 2           | 1           | 4      |
| 11.    | Španělsko (ESP)  |       | 0       | 0     | 0     |         | 1     | 2     | 0       |       | 1           | 2           | 0           | 3      |
| 11.    | Slovensko (SVK)  |       | 0       | 0     | 0     |         | 1     | 2     | 0       |       | 1           | 2           | 0           | 3      |
| 13.    | Chorvatsko (CRO) |       | 1       | 0     | 2     |         | 0     | 0     | 0       |       | 1           | 0           | 2           | 3      |
| 14.    | Maďarsko (HUN)   |       | 0       | 2     | 1     |         | 0     | 4     | 0       |       | 0           | 6           | 1           | 7      |
| 15.    | Bělorusko (BLR)  |       | 0       | 0     | 0     |         | 0     | 1     | 4       |       | 0           | 1           | 4           | 5      |
| 16.    | Rumunsko (ROU)   |       | 0       | 0     | 1     |         | 0     | 1     | 1       |       | 0           | 1           | 2           | 3      |
| 17.    | Řecko (GRE)      |       | 0       | 0     | 1     |         | 0     | 0     | 0       |       | 0           | 0           | 1           | 1      |
| 17.    | Slovinsko (SLO)  |       | 0       | 0     | 0     |         | 0     | 0     | 1       |       | 0           | 0           | 1           | 1      |
| Celkem | Celkem           |       | 19      | 19    | 19    |         | 19    | 19    | 19      |       | 38          | 38          | 38          | 114    |